# قلعه گچی هورز
بقایای قلعه گچی هورز مربوط به دوره صفوی است و در شهرستان قیروکارزین، بخش مرکزی، دهستان هنگام (قیر و کارزین)، ۷۰۰ متری شمال شرق روستای هورز واقع شده و با شمارهٔ ثبت ۲۶۶۶۳ به‌عنوان یکی از آثار ملی ایران به ثبت رسیده است.